# Ère Kōwa (Heian)
L'ère Kōwa (天長) est une des ères du Japon (年号, nengō,, lit. « nom de l'année ») après l'ère Jōtoku et avant l'ère Chōji. Cette ère couvre la période allant du mois d'août 1099 jusqu'au mois de février 1104. L'empereur régnant est Horikawa (堀河天皇).

## Changement d'ère
- 24 janvier 1099 Kōwa 1 (康和元年?) : Le nom de la nouvelle ère est créé pour marquer un événement ou une série d'événements. L'ère précédente se termine là où commence la nouvelle, en Jōtoku 3, le 28e jour du 8e mois de 1099[3].

## Événement de l'ère Kōwa
- 1099 (Kōwa 1, 6e mois) : Le régent kampaku Fujiwara no Moromichi meurt à l'âge de 38 ans et Fujiwara no Tadazane, le fils de Moromichi, prend les responsabilités de son père[4].
- 1100 (Kōwa 2) : Le dainagon, Fujiwara no Tadazane, est élevé au rang d'udaijin[5].
- 1101 (Kōwa 3, 2e mois) : L'ancien régent kampaku, Fujiwara no Morozane, meurt à l'âge de 60ans[5].

| Kōwa      | 1re  | 2e   | 3e   | 4e   | 5e   | 6e   |
| Grégorien | 1099 | 1100 | 1101 | 1102 | 1103 | 1104 |